# Les Ruines (film, 1984)
Pour plus de détails, voir Fiche technique et Distribution.
Les Ruines (Khandhar) est un film dramatique indien, réalisé par Mrinal Sen, sorti en 1984.

## Synopsis
Trois amis fuient les tensions de la grande ville (Calcutta en l'occurrence) pour passer un week-end à la campagne en un lieu insolite où s'élèvent les ruines d'un palais aristocratique. Là, contre toute apparence, y habitent encore une veuve âgée et sa fille, Jamini, belle et mélancolique, entièrement dévouée à sa mère paralysée.

## Fiche technique
Sauf indication contraire, les informations mentionnées dans cette section peuvent être confirmées par la base de données cinématographiques IMDb,  présente dans la section « Liens externes ».
- Titre : Les Ruines
- Titre original : Khandhar
- Réalisation : Mrinal Sen
- Scénario : M. Sen, Premendra Mitra
- Photographie : K. K. Mahajan
- Musique : Bhaskar Chandavarkar
- Production : Jagdish Chowkhani
- Pays d'origine :  Inde
- Langue : Hindi
- Format : Couleurs - 2,35:1 - DTS / Dolby Digital / SDDS - 35 mm
- Genre : Drame
- Durée : 106 minutes (1 h 46)
- Dates de sorties en salles :
  -  France : 22 mars 1989
  -  Inde : 8 juin 1984

## Distribution
- Shabana Azmi : Jamini
- Naseeruddin Shah : Subhash
- Gita Sen : la mère
- Annu Kapoor : Anil
- Pankaj Kapur : Dipu
- Sreela Majumdar : Gory

## Distinctions
| Année | Distinction                               | Catégorie                                                                   | Nom                 | Résultat |
| ----- | ----------------------------------------- | --------------------------------------------------------------------------- | ------------------- | -------- |
| 1984  | Festival des films du monde de Montréal   | Prix spécial du jury (partagé avec Andrzej Żuławski pour La Femme publique) | Mrinal Sen          | Lauréat  |
| 1984  | Festival international du film de Chicago | Prix Gold Hugo du meilleur film                                             | Mrinal Sen          | Lauréat  |
| 1984  | National Film Awards                      | Meilleur réalisateur                                                        | Mrinal Sen          | Lauréat  |
| 1984  | National Film Awards                      | Meilleure actrice                                                           | Shabana Azmi        | Lauréat  |
| 1984  | National Film Awards                      | Meilleur montage                                                            | Mrinmoy Chakraborty | Lauréat  |
| 1985  | Filmfare Awards                           | Meilleur scénario                                                           | Mrinal Sen          | Lauréat  |